# Palmerston North
Palmerston North (in maori Te Papa-i-Oea) è una città della Nuova Zelanda, capoluogo di Manawatū-Whanganui, regione dell'Isola del Nord del Paese.
Undicesimo centro neozelandese per popolazione con circa 90000 abitanti, si trova circa 140 km a nord della capitale Wellington.

## Geografia fisica

### Territorio
Palmerston North copre un'area di 32.594 ettari e un milione di persone vivono nel raggio di 200 km. La città è situata nella parte occidentale della pianura di Manawatu, e vicino alla riva nord del fiume Manawatu. Si trova a 35 km dalla foce del fiume e a 12 km dalla fine del Manawatu Gorge.
I confini ufficiali della città si estendono anche in aree rurali a sud e a nordest dell'area urbana principale, sino a Tararua Ranges e alla città di Ashurst sulla foce del Manawatu Gorge. Questa è una fertile zona agricola. La città nel suo insieme copre circa 350 km².

### Clima
Il clima della città è temperato, con una media di 22 gradi d'estate e 12 d'inverno, e con poco meno di 1.000 millimetri di pioggia all'anno. La principale particolarità della zona di Palmerston North risiede comunque nel vento, molto sostenuto tutto l'anno, tanto che si sono costruite centrali eoliche per la generazione di elettricità da fonti rinnovabili. Vicino alla città sorge la più grande centrale eolica dell'emisfero meridionale e molte altre sono in programma, anche se vi sono parecchie resistenze da parte della popolazione locale perché questo creerebbe problemi all'industria turistica della zona.

## Storia
Il primo europeo ad esplorare l'area in cui sorge Palmerston North fu un certo Jack Duff, un commerciante. Quando si seppe del potenziale che la zona offriva, ci furono diverse altre spedizioni con lo scopo di fondare i primi insediamenti e sfruttarvi le risorse naturali della foresta. Nel 1866 un vasto tratto venne disboscato e creato un primo insediamento, che sarebbe diventato poi la città di Palmerston North. Pian piano venne disboscata quasi tutta l'area per far posto ad attività agricole e all'allevamento, tanto che oggi non ne rimane quasi nulla.
La città venne inizialmente denominata Palmerston, in onore di Henry John Temple, terzo visconte di Palmerston, un ex Primo ministro della Gran Bretagna. Nel 1871 venne aggiunto il suffisso North da parte del servizio postale neozelandese, per distinguere questa città da quella presente nell'Isola del Sud. I Maori chiamano la città Papaioea, che significa "che bella che è"; gli abitanti di Palmerston North invece la chiamano semplicemente Palmy.
I primi abitanti provenivano principalmente dalla Danimarca. Nel 1876 Palmerston North contava circa 800 abitanti, ma l'arrivo della ferrovia l'anno successivo portò ad un rapido aumento della popolazione, che nell'anno 1900 era già di 6.000 abitanti. Un primo picco venne raggiunto nel 1930 con 20.000 abitanti, quando lo sviluppo demografico venne frenato dalla grande depressione e dalla seconda guerra mondiale. Nel 1956 un uomo di nome Frederic T. Wright (1923–1997) che stava insegnando nel College Avventista di Palmerston North, in Nuova Zelanda, venne in contatto con il messaggio della giustificazione per fede e fondava la Chiesa avventista del riposo sabatico.
Negli anni settanta ci fu un nuovo boom e la popolazione raggiunse i 50.000 abitanti, per poi attestarsi sopra i 70.000 alla fine del XX secolo.

## Economia
Il settore terziario apporta introiti per circa un miliardo di USD all'anno all'economia locale. La città ha anche rilevanza nella ricerca, specialmente nella bio-industria, nella difesa, nella distribuzione e nei settori finanziari in genere. Palmerston North ospita più di 70 importanti istituzioni educative e di ricerca, inclusa l'università con il più alto tasso di espansione della Nuova Zelanda, la Massey; il Massey University Sport and Recreation Institute; l'Universal College of Learning e il Linton military Camp.
In totale, i settori educativo, di ricerca e governativo impiegano il 43% della forza lavoro cittadina. Un altro quarto della forza lavoro è impiegata nella rivendita e riflette lo status di Palmerston North quale punto focale nei servizi della regione.

## The Square

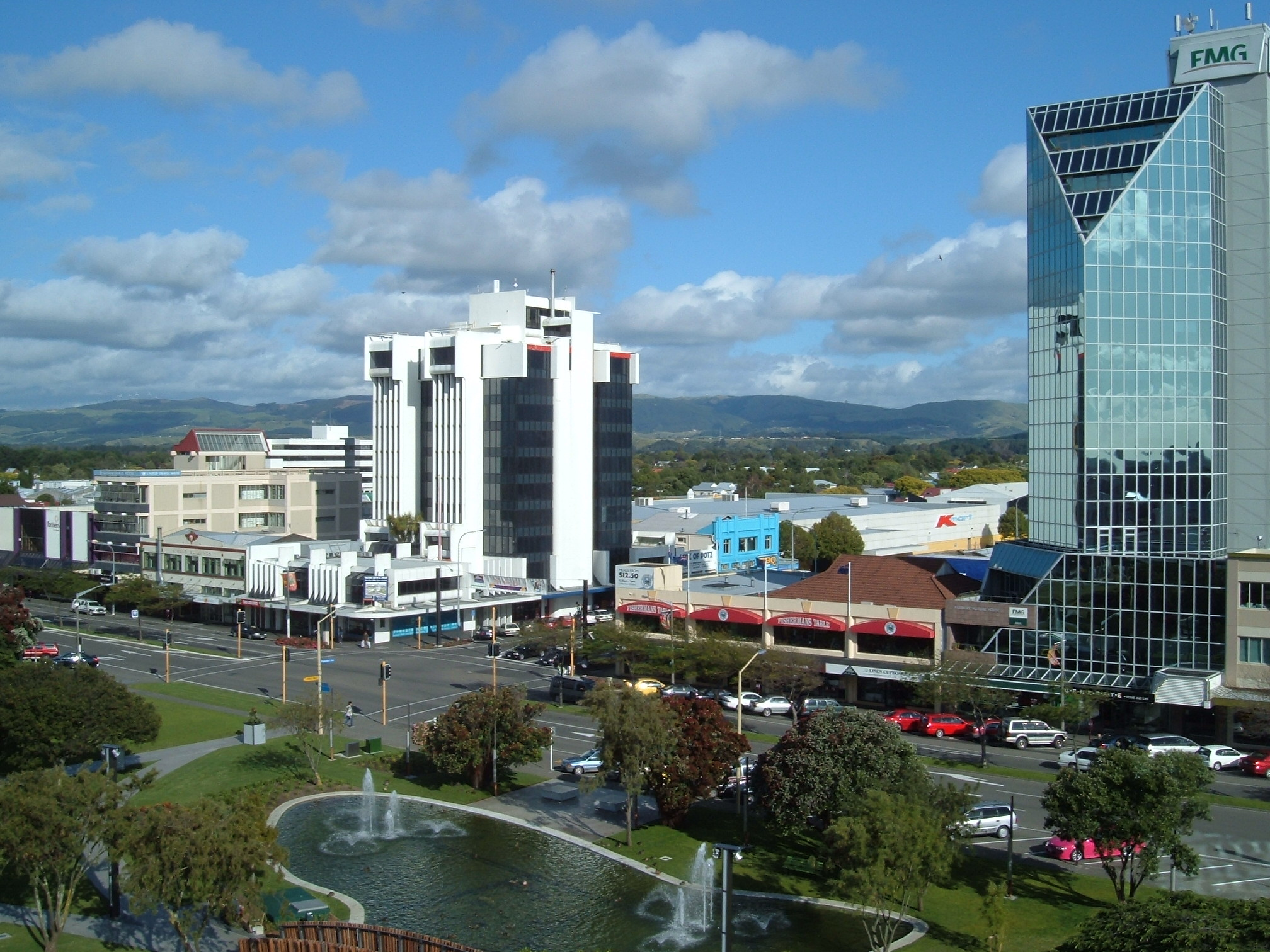
The Square

Le strade principali della città sono distribuite su una griglia contornante la piazza principale, conosciuta come The Square, un parco di 7 ettari fatto di alberi, fontane e giardini nel centro della città. La piazza ospita il memoriale di guerra della città e una torre dell'orologio la cui croce illuminata è stata danneggiata in un temporale nella prima metà del 2006. La distruzione della croce e la sua susseguente rimozione hanno portato in risalto la discussione sull'appropriatezza della presenza di un simbolo cristiano nel centro di una città i cui abitanti provengono da contesti culturali e religiosi diversificati. Il nome Maori della piazza è Te Marae o Hine, il cui significato è "Il punto di incontro della figlia della pace".

## Amministrazione

### Gemellaggi
- Missoula, Montana, Stati Uniti
- Guiyang, Cina
- Kunshan, Cina